# Tannounyan
Pour les articles homonymes, voir Cascades.
Tannounyan, anciennement désignées sous le nom de Cascades, sont l’une des 17 régions administratives du Burkina Faso, conformément au nouveau découpage territorial adopté le 2 juillet 2025.

## Situation
La région est limitrophe de deux régions burkinabè, frontalière du Mali à l'est et de la Côte d'Ivoire au sud.
|         | Guiriko    | Guiriko |
| Sikasso | Tannounyan | Djôrô   |
| Savanes | Savanes    | Zanzan  |

## Histoire
La région des Tannounyan  possède une histoire riche, remontant à l'Empire du Ghana jusqu'à l'effondrement au XIe siècle. Les royaumes locaux ont prospéré, notamment le royaume Dioula de Kénédougou, célèbre pour ses fortifications et son commerce d'or et d'esclaves.
Les conflits du XIXe siècle ont opposé les royaumes locaux aux puissances coloniales européennes, aboutissant à la domination française en 1897. Cette période a marqué le début de la production de coton et de cultures vivrières sous l'égide des colons européens et des coopératives agricoles dirigées par des Burkinabè.
Après l'indépendance en 1960, la région des Tannounyan est devenue une entité administrative autonome, avec Banfora comme chef-lieu. Malgré les défis socio-économiques, elle est demeurée un centre agricole et commercial majeur au Burkina Faso, produisant diverses cultures telles que le coton, le maïs et le riz. La région a été administrativement créée le 2 juillet 2001, en même temps que 12 autres.
Aujourd'hui, la région attire les touristes avec ses cascades majestueuses, ses parcs nationaux et ses sites archéologiques comme les ruines de Loropéni, inscrites au patrimoine mondial de l'UNESCO. Elle célèbre également sa culture vibrante à travers des festivals annuels tels que la fête de la moisson à Banfora et la fête de la culture de la région de Kénédougou à Orodara, faisant de la région du Guiriko une destination incontournable pour découvrir la richesse de l'Afrique de l'Ouest.
Jusqu’au 2 juillet 2025, la région porte l’appellation Cascades. Dans le cadre d’une réforme administrative visant à promouvoir des toponymes endogènes, elle adopte officiellement le nom de Tannounyan.
Le terme Tannounyan signifie « collines » ou « falaises » dans les langues turka et gouin. Cette désignation renvoie aux formations rocheuses caractéristiques de la région, telles que les dômes de Fabedougou, les pics de Sindou, le mont Ténakourou, ainsi que le piton de Bérégadougou.

## Subdivisions administratives
La région des Tannounyan comprend 2 provinces :
- la Comoé (chef-lieu : Banfora),
- la Léraba (chef-lieu : Sindou).

Celles-ci regroupent 17 départements (3 communes urbaines dont 2 villes  et 14 communes rurales, regroupant 270 villages).

## Démographie
Population :
- 386 192 habitants en 2002.
- 386 192 habitants recensés en 2006[5],[6],[7].
- 661 936 habitants estimés en 2012 (projection de l'INSD)[8].
- 812 062 habitants recensés en 2019[9].

## Administration
Le chef-lieu de la région est établi à Banfora.
Depuis 2011, la région est dirigée par le gouverneur Toukoumnogo Léonard Guira.